# 衿川姜氏
衿川姜氏（韓語：금천 강씨），是以韓國首爾特別市的衿川（現永登浦區、九老區、衿川區、冠岳區、光明市）為本貫的韓國姓氏，是以高句麗都元帥姜以式將軍為始祖的晉州姜氏（韓語：진주 강씨）的分派，在2000年的人口有2064人。

## 概要
衿川姜氏的始祖姜邯贊是高句麗都元帥姜以式的後裔，以他的出生地衿川派生的五分支（殷烈公派、博士公派、少監公派、關西公派、仁憲公派）中的仁憲公派後裔。

## 主要人物
- 姜邯賛：衿川姜氏始祖（氏族再興之祖）
- 姜燦（日语：姜燦）：朝鮮重臣。
- 姜碩期（朝鲜语：강석기）：李氏朝鮮中期文臣。愍懷嬪姜氏之父。
- 愍懷嬪姜氏：昭顯世子之妻